# Свешников, Гавриил Васильевич
Гавриил Васильевич Свешников (1908—1977) — инженер-строитель, Герой Социалистического Труда (05.04.1971), лауреат Государственной премии СССР (1967).

## Биография
С 1934 г., после окончания Харьковского инженерно-строительного института, работал в строительстве.
Во время войны — начальник стройучастка ГУ государственных материальных резервов при Совнаркоме СССР.
С 1945 г. — гл. инженер, затем управляющий строительно-монтажным трестом Главкиевгорстроя (Киевский строительно-монтажный трест № 1, строительно-монтажный трест № 1 комбината «Киевпромстрой», с 1971 г. строительно-монтажный трест № 1 Министерства промышленного строительства СССР, г. Киев).
В 1964 г. награждён орденом Ленина — за успехи, достигнутые в строительстве предприятий химической промышленности Украинской ССР.
В 1967 г. присуждена Государственная премия СССР — за участие в создании сборных железобетонных оболочек индустриального изготовления.
В 1968 г. в связи с 60-летием награждён Почетной грамотой Верховного Совета Украинской ССР.
Герой Социалистического Труда (05.04.1971).
Сочинения:
- Сборно-монолитные покрытия типа коротких цилиндрических оболочек промышленных зданий [Текст] / В. Ш. Козлов, А. Д. Либерман, Г. В. Свешников. — Киев : Будiвельник, 1966. — 125 с. : ил.; 20 см.
- Изготовление и монтаж предварительно напряженных железобетонных подкрановых балок пролетом 12 м [Текст] : Опыт строит.-монтажного треста № 1 Главкиевстроя /Г. В. Свешников, Ю. Н. Лузин, И. А. Белинский.- Москва: Стройиздат, 1964. — 25 с. : ил.; 22 см.

Похоронен на Байковом кладбище Киева.